# 宝贝威龙
《宝贝威龙》是 1992年美国-日本武术的家庭喜剧电影。其次这部电影是由三个续集。这是唯一的宝贝威龙电影上映的试金石影业，而其他人发布的三星影業图片。该片讲述的是三个年轻的兄弟从日本的祖父学习武术。

## 劇情
乌戈·斯奈德，一个危险的武器交易商塞缪尔·道格拉斯，一个联邦调查局特工绑架的三个孩子。说起来容易做起来难！但斯奈德知道，这三个男孩开始由他们的祖父森田中艺术忍者战士...

## 演員
| 演员                   | 角色                     |
| ---------------------- | ------------------------ |
| 黄自强                 | 森·慎太郎                |
| 迈克尔·特雷纳          | 萨穆埃尔·“洛奇”·道格拉斯 |
| 马克斯·埃利奥特·斯莱德 | 杰弗里·“马驹”·道格拉斯   |
| 查德·功率              | 迈克尔·”谭谭”·道格拉斯   |
| 兰德·金斯利            | 乌戈·斯奈德              |
| 艾伦·麦克雷            | 山姆·道格拉斯            |
| 杰西卡·慎太郎·道格拉斯 | 玛格丽塔·佛朗哥          |
| 凯特·萨金特            | 艾米莉                   |
| 教授·田中              | 拉什莫尔                 |
| 乔尔·科恩              | 布朗先生                 |
| 帕特里克·莱比奥托      | 溃烂                     |

## 後續系列
- 《小鬼當家又難纏》（3 Ninjas Kick Back）
- 《小鬼當家再出擊》（3 Ninjas Knuckle Up）
- 《小小忍者兵（英语：3_Ninjas:_High_Noon_at_Mega_Mountain）》（3 Ninjas: High Noon at Mega Mountain）

## 外部連結
- 互联网电影数据库（IMDb）上《宝贝威龙》的资料（英文）

1. ↑  . Box Office Mojo. Amazon.com.   [2013-02-13]. （原始内容存档于2013-01-19）.